# André Joseph Panckoucke
André Joseph Panckoucke (Lilla, 1700 – Lilla, 1753) è stato uno scrittore e editore francese.
Capostipite di una famiglia di editori e stampatori e padre del più noto Charles-Joseph, fondò nella sua città natale una libreria che diresse per tutta la vita.
Scrisse alcune opere di discreto successo, fra cui L'art de désopiler la rate, L'arte di sbellicarsi dalle risa, che fu pubblicato inizialmente postumo nel 1754, ma che in seguito ebbe numerose edizioni.